# Comuna Perieți, Olt
Perieți este o comună în județul Olt, Muntenia, România, formată din satele Măgura, Mierleștii de Sus și Perieți (reședința).

## Demografie
Componența etnică a comunei Perieți
     Români (88,36%)
     Alte etnii (11,64%)
Componența confesională a comunei Perieți
     Ortodocși (87,98%)
     Alte religii (0,05%)
     Necunoscută (11,96%)
Conform recensământului efectuat în 2021, populația comunei Perieți se ridică la 1.856 de locuitori, în scădere față de recensământul anterior din 2011, când fuseseră înregistrați 2.215 locuitori. Majoritatea locuitorilor sunt români (88,36%). Din punct de vedere confesional, majoritatea locuitorilor sunt ortodocși (87,98%), iar pentru 11,96% nu se cunoaște apartenența confesională.

## Politică și administrație
Comuna Perieți este administrată de un primar și un consiliu local compus din 11 consilieri. Primarul, Răzvan-Costian Rada[*], de la Partidul Social Democrat, este în funcție din octombrie 2020. Începând cu alegerile locale din 2024, consiliul local are următoarea componență pe partide politice:
|  | Partid                          | Consilieri | Componența Consiliului | Componența Consiliului | Componența Consiliului | Componența Consiliului | Componența Consiliului | Componența Consiliului |
|  | ------------------------------- | ---------- | ---------------------- | ---------------------- | ---------------------- | ---------------------- | ---------------------- | ---------------------- |
|  | Partidul Social Democrat        | 6          |                        |                        |                        |                        |                        |                        |
|  | Partidul Național Liberal       | 3          |                        |                        |                        |                        |                        |                        |
|  | Alianța pentru Unirea Românilor | 1          |                        |                        |                        |                        |                        |                        |
|  | Forța Dreptei                   | 1          |                        |                        |                        |                        |                        |                        |